# Microsoft Speech API
La interfaz de programación de aplicaciones de voz o SAPI (abreviatura en inglés de Microsoft Speech API) es una API desarrollada por Microsoft para permitir el uso de aplicaciones de reconocimiento de voz y síntesis de voz dentro de aplicaciones de Windows.
Hasta la fecha, se han lanzado una serie de versiones de la API, que se han distribuido ya sea como parte de un Speech SDK , o como parte de Windows en sí. Las aplicaciones que utilizan SAPI incluyen Microsoft Office, Microsoft Agent y Microsoft Speech Server.
En general, todas las versiones de la API se han diseñado de tal manera que un desarrollador de software puede escribir una aplicación, para llevar a cabo el reconocimiento de voz y síntesis, mediante el uso de un conjunto estándar de interfaces, accesibles desde una variedad de lenguajes de programación. Además, es posible que una tercera empresa tercera producir sus propios motores de reconocimiento de voz y de texto o adaptar los motores existentes para trabajar con SAPI. En principio, siempre y cuando estos motores se ajustan a las interfaces definidas, pueden ser utilizados en lugar de los motores suministrados por Microsoft.
En general, la API de voz es un componente de libre distribución que se puede enviar en cualquier aplicación de Windows que desea utilizar la tecnología de voz. Muchas versiones (aunque no todos) de los motores de reconocimiento de voz y síntesis también son de libre distribución.
Ha habido dos "familias" principales de la API de Microsoft Speech. Las Versiones SAPI 1 a 4 son todos similares entre sí, con características adicionales en cada nueva versión. Sin embargo, SAPI 5 era una interfaz completamente nueva, lanzada en 2000. Desde entonces, se han lanzado varias sub-versiones de esta API.